# Dolmen du Reclus
Le dolmen du Reclus est une allée couverte, située sur le territoire de la commune de Bannay, dans le département français de la Marne, en Champagne.

## Historique
L'édifice a été classé monument historique par arrêté le 3 novembre 1930. L'abbé Pierre Favret fouille et restaure le monument en novembre 1931.

## Description
L'allée couverte est orientée au sud-ouest. Elle mesure 5,50 m de longueur. Elle est constituée de huit orthostates (quatre de chaque côté) et d'une dalle de chevet délimitant une chambre intérieure de 5,50 m de long pour une largeur comprise entre 1,15 m à l'entrée et 1,35 m au fond. L'ensemble est recouvert de deux tables de couverture, la première table de couverture étant elle-même surmontée d'une dalle supplémentaire, connue sous le nom de Pierre de Justice. La dalle de chevet, au sommet arrondi en arc de cercle, est plus haute que le reste de l'allée et dépasse au-dessus de la deuxième table de couverture d'au moins 0,60 m.
| Dalle                                                                                         | Longueur Hauteur                  | Largeur    | Épaisseur | Matériau |
| --------------------------------------------------------------------------------------------- | --------------------------------- | ---------- | --------- | -------- |
| Table n°1                                                                                     | 1,35 m                            | 1,90 m     | 0,50 m    | grès     |
| Table n°2                                                                                     | 3,55 m                            | 2 à 2,10 m | 0,50 m    | grès     |
| Pierre de Justice                                                                             | 2 m                               | 1,20 m     | 0,85 m    | meulière |
| Dalle n°1                                                                                     | 1,70 m                            | 0,90 m     | 0,30 m    | grès     |
| Dalle n°2                                                                                     | 1,45 m                            |            |           | grès     |
| Dalle n°3                                                                                     | 1,85 m                            | 1,60 m     | 0,40 m    | grès     |
| Dalle n°4                                                                                     | 1,85 m                            | 1,05 m     | 0,40 m    | meulière |
| Dalle n°5                                                                                     | 1,80 m                            | 1,25 m     | 0,40 m    | grès     |
| Dalle n°6                                                                                     | 1,60 m                            | 1,15 m     |           | grès     |
| Dalle n°7                                                                                     | 1,90 m                            | 1,75 m     | 0,40 m    | meulière |
| Dalle n°8                                                                                     | 1,90 m                            | 0,95 m     | 0,40 m    | meulière |
| Dalle de chevet                                                                               | 2,70 m à la base 2,10 m au sommet | 2,90 m     | 0,40 m    | grès     |
| Les dalles sont numérotées depuis le fond côté gauche (n°1) jusqu'à l'entrée côté droit (n°8) |                                   |            |           |          |

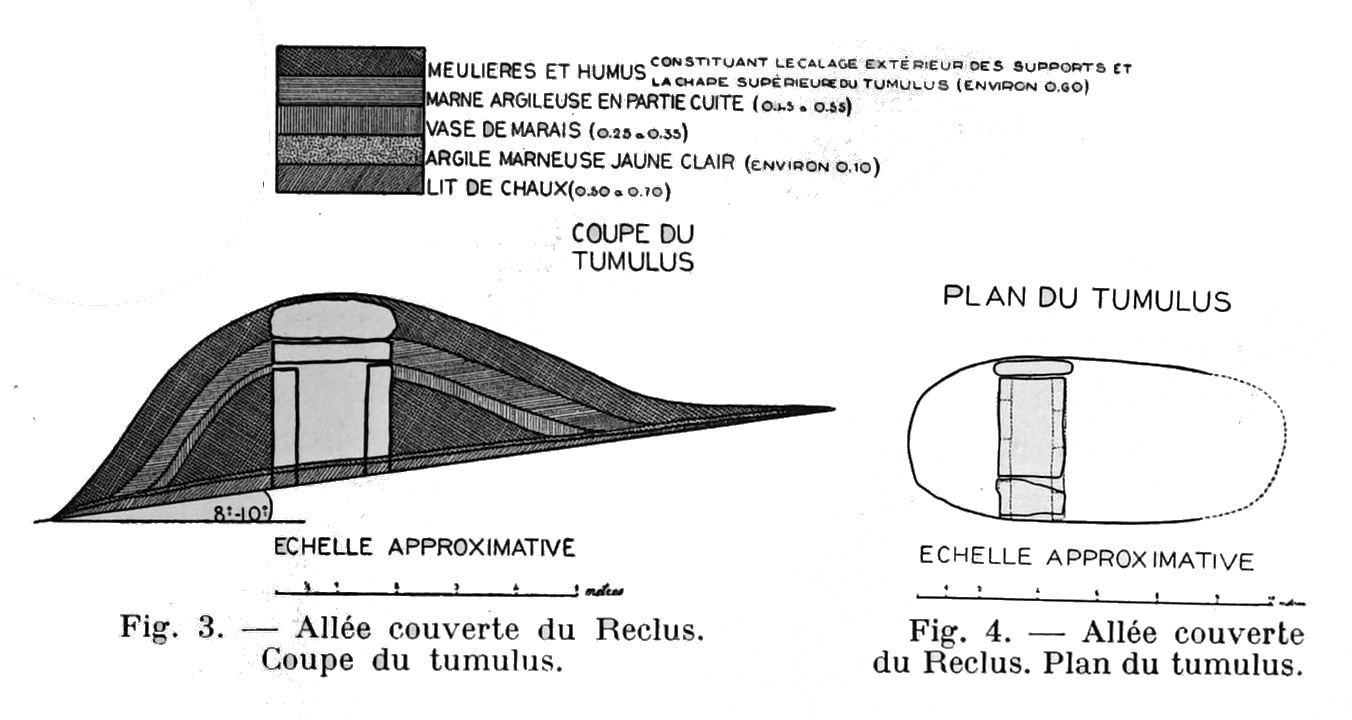
Plan et coupe du dolmen.

L'allée a été édifiée, sur une légère pente de 8 à 10° environ descendant du nord au sud, au-dessus d'une couche de chaux épaisse de 0,40 à 0,60 m recouverte d'une couche d'argile jaune d'une dizaine de centimètres. Les orthostates ont été calés dans ce soubassement de manière à conserver une hauteur intérieure dans la chambre d'environ 1,50 m, et parfois doublés extérieurement (dalle n°3). De fait, les dalles n°3, 4, 7 et 8 constituent les principaux supports des tables de couverture, les autres dalles ne sont pas suffisamment hautes et l'interstice existant entre la table et l'orthostate a été comblé par l'intercalation de pierres. Le sol de la chambre était dallé avec des plaquettes en calcaire sur une épaisseur moyenne de 0,25 à 0,30 m. 
L'allée est décentrée par rapport à son tumulus et disposée perpendiculairement à l'axe de ce dernier (« en écharpe »). Les deux extrémités de l'allée n'étaient donc pas englobées sous le tumulus mais ouvertes sur l'extérieur. Le tumulus est de forme ovale (12 m de long sur 5,50 m de large).  C'est probablement la disposition atypique du tumulus par rapport à l'allée qui a causé un déséquilibre entre les poussées opposées et entraîné, à une époque inconnue, l'effondrement intérieur de l'allée alors que la dalle de chevet demeurait en place. Le tumulus est constitué de trois couches distinctes : une première couche argileuse de vase de marais de 0,25 à 0,35 m d'épaisseur, une seconde couche partiellement rubéfiée de 0,50 m d'épaisseur constituée d'argile blanc-gris et une dernière couche de moellons en meulière dont le sommet laissait dépasser le haut de la dalle de chevet et la surface extérieure de la Pierre de Justice. Un muret en pierres sèches encadrait l'entrée en façade. Le monument devait atteindre au maximum 3 m de hauteur au centre (soubassement inclus).

## Matériel archéologique
Les fouilles de l'abbé Favret ont permis de découvrir des ossements humains, cassés et enchevêtrés, aucun n'étant en connexion anatomique et dont certains présentaient des traces d'incinération, l'ensemble constituant un volume d'environ 1,5 m3. Le dolmen était donc utilisé comme ossuaire. Le mobilier funéraire associé comprenait quelques éléments de parure (2 coquilles percées, 1 dent de sanglier), un petit outillage (2 talons d'emmanchure de hache en andouiller de cerf), des fragments de céramique correspondant à deux vases en argile à pâte grossière et mal cuite. Le mobilier lithique est constitué de nombreux silex (éclats, lames brutes et retouchées, un couteau type Grand-Pressigny, pointes de flèches à tranchant, pointes de flèches en losange avec embryons de pédoncule et d'ailerons), de huit haches polies, qui avaient été déposées contre les parois intérieures de chaque côté de l'entrée, et d'une neuvième retrouvée à l'extérieur de la chambre.
Selon l'abbé Favret, l'ensemble assez homogène des pointes de flèches permet de dater le monument de la fin du Néolithique supérieur.